# Генрі Аддінгтон
Генрі Аддінгтон (англ. Henry Addington) лорд Сідмут (англ. Sidmouth; 30 травня 1757 — 15 лютого 1844) — британський державний діяч.

## Життєпис
В 1783 році обраний до парламенту від партії торі. В 1801–1804 прем'єр-міністр. В 1802 році уряд Аддінгтона уклав Ам'єнський мир з Францією. В 1813–1821 міністр внутрішніх справ в кабінеті Ліверпула, проводив політику жорсткого придушення виступів лудитів, санкціонував криваву розправу над учасниками масового мітингу 16 серпня 1819 року в Манчестері. Того ж року провів ряд надзвичайних законів направлених проти свободи слова, зборів та друку — так звані «акти про затикання рота». З 1824 року покинув політичну діяльність.